# Ptilotula
Ptilotula  es un género de aves paseriformes perteneciente a la familia Meliphagidae. Sus seis miembros son nativos de Australia y Nueva Guinea, y anteriormente se clasificaban en el género Lichenostomus. Los pájaros del género suelen ocupar hábitats arbolados secos y bosques abiertos, y se pueden encontrar en ambientes áridos y semiáridos.

## Especies
Las seis especies del género son:
- Ptilotula flavescens — mielero amarillento;
- Ptilotula keartlandi — mielero cabecigrís;
- Ptilotula ornata — mielero adornado;
- Ptilotula plumula — mielero de plumón;
- Ptilotula fusca — mielero fusco;
- Ptilotula penicillata — mielero empenachado.

## Descripción
Las especies de Ptilotula son mieleros de tamaño medio, que miden entre 13 cm y 18,5 cm de largo, siendo el mielero amarillento (P. flavescens) el más pequeño con sus 13-15,5 cm, y el mielero adornado (P. ornata) el más grande con sus 14-18,5 cm. La característica que comparten todas las especies es el rostro liso con una lista proximal negra y plumas amarillas o blancas a los lados del cuello.

## Taxonomía
Hasta 2011, los miembros de Ptilotula se consideraban parte de Lichenostomus. Se reconocían como un clado dentro del género, por presentar similitudes morfológicas y de preferencia de hábitats. Un exhaustivo análisis filogenético de la familia Meliphagidae realizado durante la primera década del siglo XXI, concluyó con la escisión de Lichenostomus en siete géneros al descubrirse polifilético.
El nombre Ptilotula fue propuesto originalmente por el ornitólogo australiano Gregory Macalister Mathews en 1912. Antes de 1912 la mayoría de los mieleros se clasificaban o en Meliphaga o en Melithreptus. Mathews intentó rectificar esto situando 14 especies en Ptilotis, un género que había sido descrito por John Gould; aunque Mathews reconocía que este trato también era polifilético. Intentó corregirlo creando varios géneros nuevos a partir de Ptilotis, situando al mielero amarillento (P. flavescens) y al mielero de plumón (P. penicillata) en Ptilotula. Sin embargo, al aportarlo a la segunda lista oficial de aves de Australia, la Real Unión de Ornitólogos de Australasia rechazó la clasificación de Mathews porque no estaban de acuerdo con la creación de tantos nuevos géneros. Mathews llegó al arreglo de compromiso de dejar estas especies en Meliphaga pero registrando Ptilotula como un subgénero.
En obras posteriores, Mathews continuó considerando Ptilotula como un género en lugar de un subgénero. Además de las dos especies anteriores, incluyó en el género al mielero cabecigrís (P. keartlandi), al mielero adornado (P. ornata) y al mielero de plumón (P. plumula). Sin embargo, otros autores continuaron con la clasificación de la RUOA que usaba Meliphaga para todas estas especies.
En 1975 el ornitólogo australiano Richard Schodde argumentó que los criterios usados para determinar los miembros de Meliphaga eran demasiado amplios, y que si se aplicaban sistemáticamente, más de la mitad de la familia se situaría en este género. Por ello escindió Meliphaga en tres géneros, clasificando el clado de Ptilotula en Lichenostomus. Las investigaciones posteriores, tras el inicio de los análisis genéticos, coincidieron con la valoración de Schodde, pero aunque identificaron a Ptilotula como clado, las técnicas iniciales no proporcionaban suficiente peso como para escindirlo de Lichenostomus. Alrededor de 2010 las nuevas técnicas mostraron claramente que Lichenostomus era polifilético y tenía que ser revisado.
En 2011 Nyari y Joseph finalmente demostraron que el clado de Ptilotula tenía que considerarse como un género. Su trabajo confirmaron las relaciones evolutivas que Mathews había propuesto en 1931, aunque incluyendo al melífago fusco (P. fusca) que él había situado en el género monotípico Paraptilotis. Además indicaron que otras tres especies de Lichenostomus, el mielero versicolor, el mielero cantarín y del mielero de manglar también podrían clasificarse en Ptilotula debido a su cercano parentesco. Estas tres especies son mucho mayores (16–24 cm) y todas comparten presentar una franja negra desde el pico hasta el cuello a través del ojo, una característica ausente en el grupo Ptilotula. Por esta razón, decidieron finalmente no incluirlos en Ptilotula y crear para ellos el género Gavicalis.
La Unión Ornitológica Internacional aceptó el cambio oficialmente e incluyó oficialmente el género en sus listas a partir de 2013. Su especie tipo es el mielero amarillento (Ptilotula flavescens).

## Historia evolutiva
Ptilotula procede de un ancestro desconocido que ocupaba los bosques secos del centro de Australia. Walter Boles describió una pata fósil encontrada en Riversleigh, Queensland, de una especie del Plioceno todavía sin nombre, identificándola con las tibias del complejo Lichenostomus-Meliphaga. Su tamaño es más similar a los de P.keartlandi y P.plumulus, las dos especies que viven en la región, y que están cercanamente emparentadas entre sí. El medio ambiente ha sido de arbolado seco desde finales del Mioceno y comienzos del Plioceno, por lo que las similitudes con las especies vivas de la zona indican que este fósil podría ser un ascestro de estas especies.